# Theoharis Trasha
Theoharis Trasha (ur. 21 kwietnia 1985 w Elbasanie) – albański sztangista, olimpijczyk z Aten.
W 2004 reprezentował swój kraj na letnich igrzyskach olimpijskich w Atenach. W ramach igrzysk brał udział w kategorii wagowej do 77 kg i zajął 12. pozycję z rezultatem 342,5 kg w dwuboju.
Brat Gerta, również sztangisty.